# Liste des autoroutes de la Chine

Le réseau autoroutier national en Chine continentale (2013)
autoroutes radiales à partir de Pékin
autoroutes nord-sud
autoroutes est-ouest

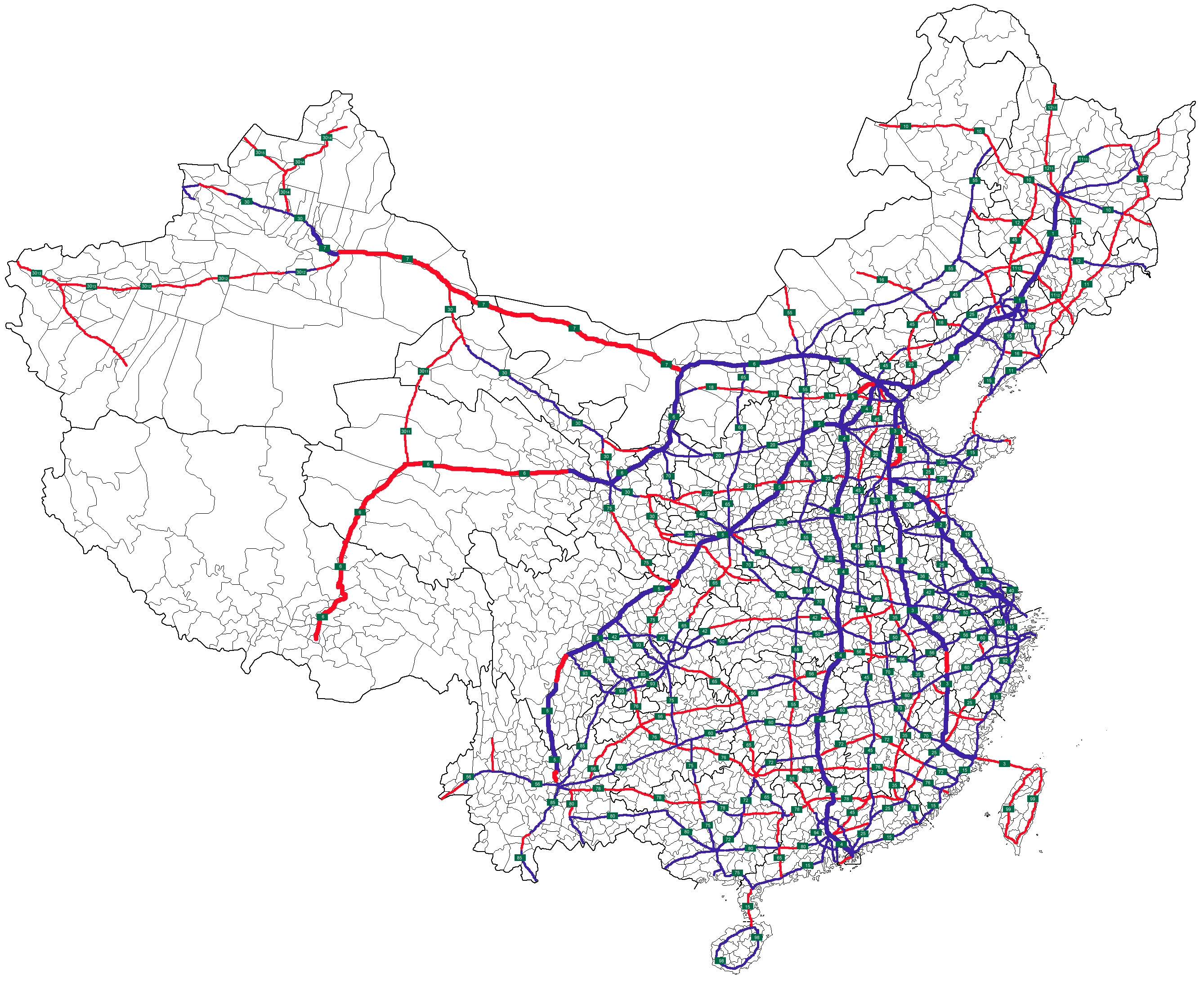
Carte du cœur de réseau autoroutier de Chine populaire et de Taïwan (2009)
routes en service
routes en projet ou en construction

Le réseau autoroutier chinois (en chinois simplifié : 中华人民共和国高速公路) est un réseau routier composé au total de 161 000 km de voies autoroutières, en république populaire de Chine, fin 2020.
La Chine dispose donc du premier réseau au monde, en termes de longueur linéaire de voies autoroutières. Le réseau est comparable au système autoroutier Interstate des États-Unis ou au réseau de routes européennes.
Le 14e plan quinquennal (2021-2025) a pour objectif de porter la longueur du réseau autoroutier à 190 000 km en 2025.

## Histoire
Développé à partir de 1988 avec la mise en service de la première autoroute à Shanghai,. En trente ans, la Chine a construit le plus grand réseau autoroutier du monde,. En 2017, la Chine inaugurait 8 130 km d'autoroutes, ce qui représente une augmentation de 6,5% de son réseau autoroutier. Fin 2019, la Chine possède 149 600 km d'autoroutes.
À partir de janvier 2020, les postes de péage aux limites provinciales sont supprimés au profit de péage électronique (ETC), permettant d'améliorer la fluidité du trafic et supprimer les potentiels bouchons au niveau de ces postes de péages.

## Organisation
Le réseau autoroutier en Chine continentale est classé, suivant l'importance des sections et des entités administratives, en deux catégories : national (G) et régional (S).

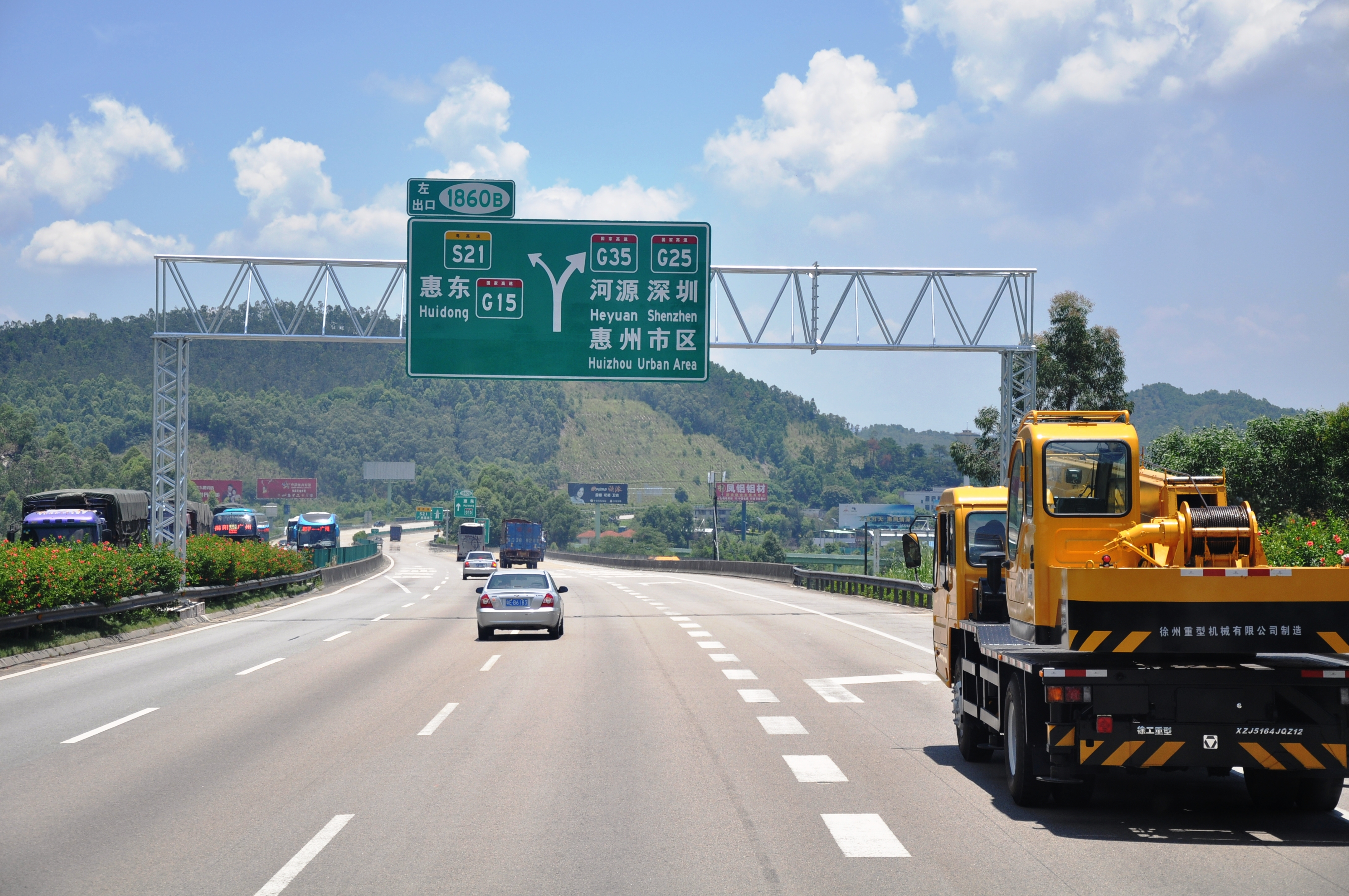
L'autoroute G35, reliant Canton et Guizhou, avec les nouveaux panneaux

### Autoroutes nationales
En 2013, le gouvernement chinois publie un plan de réseau autoroutier national (2013-2030), dit réseau 71118, avec un total de 118 000 km de voies, comprenant : 
- 7 autoroutes radiales partant des boulevards périphériques de Pékin, numérotées de G01 à G09, par ordre croissant dans le sens des aiguilles d'une montre autour de Pékin
- 11 autoroutes nord-sud, numérotées en nombre impair de G11 à G89
- 18 autoroutes est-ouest, numérotées en nombre pair de G10 à G90
- des autoroutes en rocade régionale, numérotées en nombre pair de G91 à G99

#### De G1 à G9 (radiales depuis Pékin)
| Nom                    | Départ | Arrivée           | Longueur (km) | Parcours                                                                                    |
| ---------------------- | ------ | ----------------- | ------------- | ------------------------------------------------------------------------------------------- |
| Autoroute Jing-ha      | Pékin  | Harbin            | 1251          | Pékin - Shenyang (AH1) - Changchun - Harbin                                                 |
| Autoroute Jing-hu      | Pékin  | Shanghai          | 1241          | Pékin - Tianjin - Jinan - Yangzhou - Suzhou - Shanghai                                      |
| Autoroute Jing-tai     | Pékin  | Taipei            | 2030          | Pékin - Tianjin - Jinan - Hefei - Wuyishan - Fuzhou (- Taipei)                              |
| Autoroute Jing-gang-ao | Pékin  | Hong Kong / Macao | 2283          | Pékin - Shijiazhuang - Zhengzhou - Wuhan - Changsha - Canton - Shenzhen - Hong Kong / Macao |
| Autoroute Jing-kun     | Pékin  | Kunming           | 2716          | Pékin - Shijiazhuang - Taiyuan - Xi'an - Chengdu - Kunming                                  |
| Autoroute Jing-zang    | Pékin  | Lhassa            | 3724          | Pékin - Zhangjiakou - Hohhot - Baotou - Yinchuan - Lanzhou - Xining (- Lhassa)              |
| Autoroute Jing-xin     | Pékin  | Urumqi            | 2738          | Pékin - Zhangjiakou - Hohhot - Baotou - Hami - Urumqi                                       |

### Autoroutes régionales

#### Tianjin
- autoroute Jinji
- autoroute Tangjin
- autoroute Jinghu
- autoroute Baojin
- autoroute Jingjintang
- autoroute Jinbin

#### Shanghai
- autoroute Huhang (A8) (échangeur de Xinzhuang - Hangzhou)
- autoroute Huning (A11) (échangeur Route de Zhenbei - Nanjing)

- A9 (échangeur du grand périphérique Huqingping - Qingpu - Zhujiajiao)
- A12 (Route de Wenshui - Jiading - Taicang)
- A4 (échangeur de Xinzhuang - Fengxian - Jinshan)
- A5
- A30 (circulaire, en partie RN G010)

#### Autour deChongqing
- autoroute de Changwan
- autoroute de Yufu
- autoroute de Yuqian
- autoroute de Chengyu

#### Hebei
- autoroute de Baojin
- autoroute de Jinghu
- autoroute de Jingjintang
- autoroute de Jingshen
- autoroute de Jingshi
- autoroute de Jingzhang
- autoroute de Shian
- autoroute de Shicang
- autoroute de Tangjin
- autoroute de Tanggang
- autoroute de Xuanda

- autoroute de Jingcheng (Gaoliying - Chengde)
- autoroute de Jingkai (Gu'an - Baocang)

- autoroute de Chengtang
- autoroute de Zhangshi
- autoroute de Yanhai
- autoroute de Qinghong

## Désignation
Les articles sur ces éléments du système routier chinois utilisent différentes appellations, notamment voie rapide, voie express ou autoroute.
Exemples :
- Projet de construction de la voie express Qinghai-Tibet: « Techniquement, nous sommes confiants quant à la construction d’une autoroute Qinghai-Tibet » [10]
- « Nous essayons de construire la meilleure autoroute et voie rapide en Angola »[11].
- Autoroute de l’aéroport : Il s'agit d'un tronçon de 20 km de voie rapide à péage reliant le centre-ville de Beijing à la 3e rocade nord de Sanyuanqiao directement à l'aéroport. Quatre autoroutes relient l'aéroport, et maintenant il y a six navettes reliant l’aéroport à la ville de Pékin[12].

## Projets
Dans le cadre de son 14ème plan de développement (2021-2025), la Chine prévoit au minimum la construction de 25 000 km d'autoroutes supplémentaires.

## Signalisation
La signalisation autoroutière est sur fond vert.

Les cartouches des autoroutes sont de formes carrés, avec un bandeau rouge pour les autoroutes nationales, un bandeau jaune pour les autoroutes régionales de niveau provincial et un bandeau vert pour les autres types.

Cartouche signalétique complète avec le nom en chinois et en ouïghour pour l'autoroute G7 de Pékin vers Urumqi
Autoroute G40-01, périphérique de Hefei
Cartouche simplifiée sans nom de l'autoroute G95
Autoroute régionale de la province du Shandong, S24, de Weihai à Qingdao
Cartouche simplifiée de l'autoroute régionale de la municipalité de Chongqing, S5
Ancien colori
Autoroute régionale de la région capitale Jing-jin-ji, codée à 4 chiffres pour distinguer des autoroutes de type provincial